# Tepoxteco
Tepoxteco es una población y una delegación del municipio de Chicontepec, está ubicada al norte de Veracruz y al oeste del Tantoyuca, y al este con el municipio de Ixhuatlán de Madero.

## Ubicación
El pueblo de Tepoxteco colinda al norte con el pueblo de Tecomate, al sur con el ejido de Lindero Xoquixhual, al oeste con el pueblo de Alaxtitla.